# Characidium brevirostre
Characidium brevirostre és una espècie de peix de la família dels crenúquids i de l'ordre dels caraciformes.

## Morfologia
- Els mascles poden assolir 3,3 cm de llargària total.[5]

## Hàbitat
Viu en zones de clima tropical entre 22 °C - 26 °C de temperatura.

## Distribució geogràfica
Es troba a Sud-amèrica: rius costaners d'Amapá (Brasil).